# Lycosa dilatata
Lycosa dilatata là một loài nhện trong họ Lycosidae.
Loài này thuộc chi Lycosa. Lycosa dilatata được Frederick Octavius Pickard-Cambridge miêu tả năm 1902.